# Petrus Josephus Loontjens

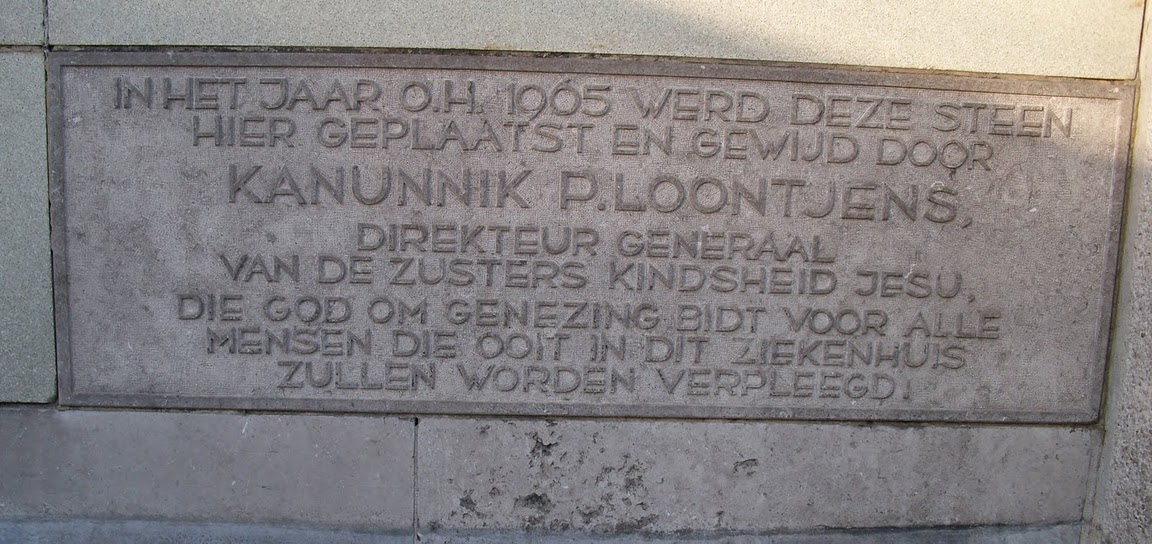
Gedenksteen te Eeklo, aan de toenmalige en ondertussen afgebroken Heilig Hartkliniek.

Petrus Josephus Loontjens of Pieter Loontjens (Kaprijke, 6 december 1906 - Gent, 9 januari 1983) was een Belgisch rooms-katholiek priester. Hij was de oudste zoon van de ondernemer en bierbrouwer Alfons Loontjens, die aanvankelijk een brouwerij had te Kaprijke en nadien de initiatiefnemer was tot de oprichting van Brouwerij Krüger te Eeklo.

## Kanunnik
Petrus Josephus werd priester gewijd te Gent in 1931 en was nadien onderpastoor te Kalken (1932) en op de Sint-Annaparochie (1938) te Gent. In 1949 kreeg hij de titel van ere-kanunnik in het Sint-Baafskapittel. In 1955 werd hij titulair kanunnik. In 1973 werd hij groot-cantor van hetzelfde kapittel.
Sinds 1948 was hij tevens professor ascetica en pastoraal én directeur aan en van het Bisschoppelijk Seminarie van Gent. Vanaf 1956 tot aan bij zijn overlijden was hij algemeen directeur van de Zusters Kindsheid Jesu. In 1957 werd hij diocesaan directeur van Caritas Catholica, daarnaast was hij ook diocesaan proost van VKVV (Vereeniging der Katholieke Verpleegsters en Vroedvrouwen) en diocesaan secretaris van de Pauselijke Missiewerken. Op 1 juli 1967 werd hij benoemd tot lid van de bisschoppelijke raad.